# Hygrograph

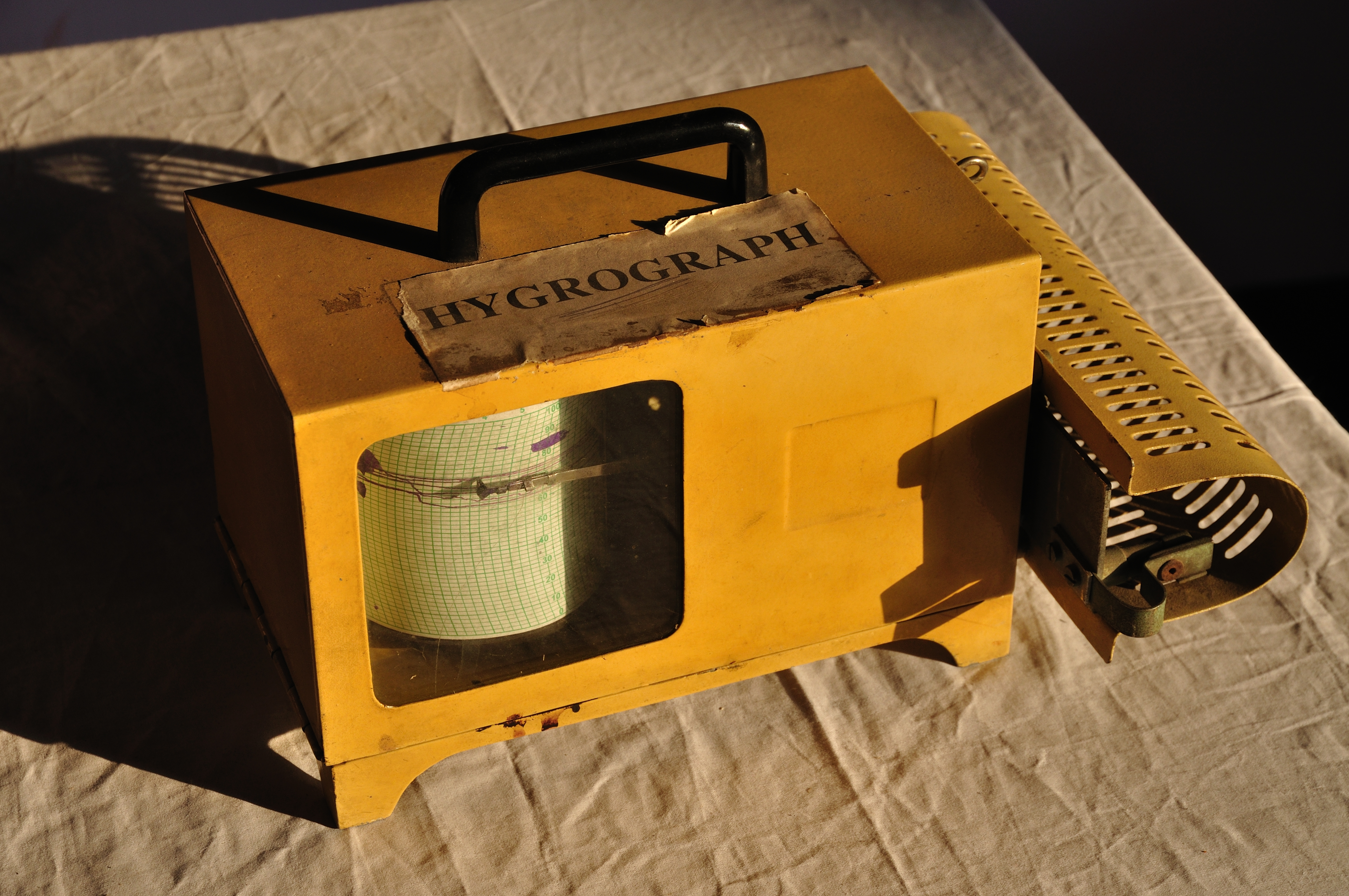
Hygrograph

Ein Hygrograph ist ein meteorologisches Messgerät zur Erfassung und Aufzeichnung der Luftfeuchtigkeit in einem kontinuierlichen, zeitlichen Verlauf. Es handelt sich daher um ein registrierendes Hygrometer, das über sein spezifisches Eingangsmessverfahren einen Schreibarm steuert. Dieser wiederum hat an seiner Spitze einen Schreibaufsatz, mit welchem er den Verlauf der Luftfeuchtigkeit bzw. des entsprechenden Feuchtemaßes auf eine rotierende Papiertrommel überträgt und somit grafisch darstellt. Haarhygrometer bilden dabei das am häufigsten angewandte Eingangsmessverfahren und stellen dabei den Verlauf der relativen Luftfeuchte dar. Die Zeitspanne der Registrierung wird durch die Rotationsgeschwindigkeit der Papiertrommel bestimmt. In Wetterstationen werden Hygrographen in der Regel zusammen mit einem Thermographen realisiert, was man in der Folge als Thermohygrograph bezeichnet.